# Artur Brauner

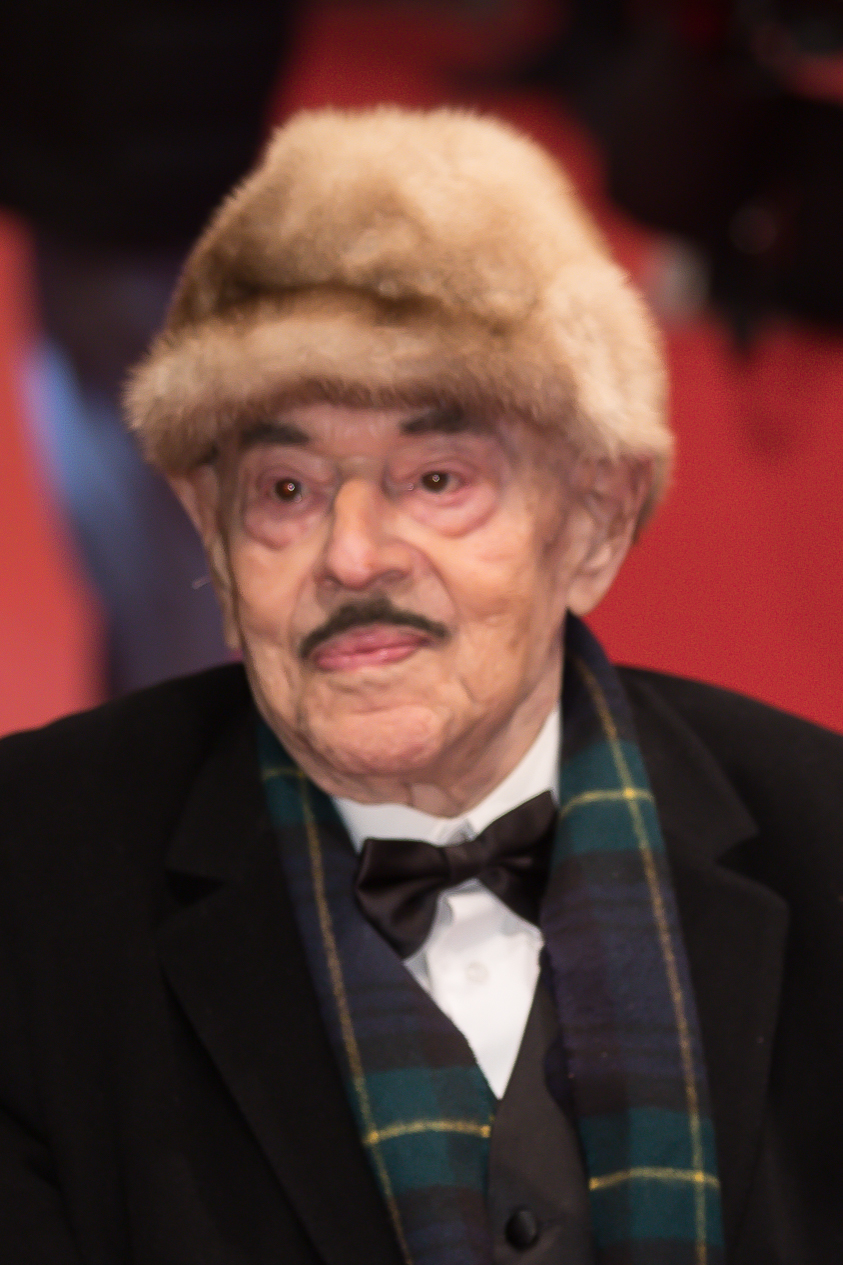
Artur Brauner auf der Berlinale 2018

Artur „Atze“ Brauner (geboren am 1. August 1918 in Łódź, Regentschaftskönigreich Polen, als Abraham Brauner; gestorben am 7. Juli 2019 in Berlin) war ein deutscher Filmproduzent. Brauner, der jüdischer Abstammung war, und seine Familie wurden von den Nationalsozialisten während der Besetzung Polens verfolgt. Ihm gelang die Flucht in die Sowjetunion. Nach dem Krieg kam er nach West-Berlin und wurde dort ein erfolgreicher Filmproduzent und Unternehmer.

## Leben

### Frühes Leben und Flucht vor dem Nationalsozialismus
Abraham Brauner war Sohn des jüdischen Holzgroßhändlers Moshe Brauner und seiner Frau Brana. Sein Vater stammte aus Kattowitz, die Mutter aus Odessa. Er hatte vier Geschwister. Sein 1923 geborener Bruder Wolf Brauner war ebenfalls Filmproduzent. In Łódź machte er sein Abitur. Bereits in seiner Jugend interessierte er sich für den Film. Mit jungen Zionisten reiste er 1936 in den Nahen Osten, wo die Gruppe zwei Dokumentarfilme drehte. Danach studierte er bis zum Beginn des Zweiten Weltkrieges am Polytechnikum Łódź.

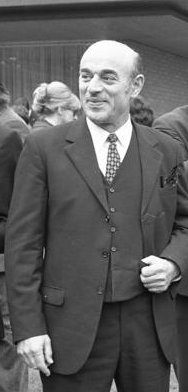
Artur Brauner, 1971

Mit seinen Eltern und Geschwistern flüchtete er 1940 vor der Ghettoisierung der Łódźer Juden in die Sowjetunion, wo er die deutsche Besetzung nach 1941 unerkannt überlebte. Nach Brauners Angaben fielen 49 seiner jüdischen Verwandten dem Holocaust zum Opfer. Seine Eltern und drei seiner Geschwister wanderten nach Israel aus.
Nach vorübergehenden Plänen, in die USA auszuwandern, kam Abraham Brauner, genannt Artur „Atze“ Brauner, nach Westdeutschland bzw. West-Berlin. Er wurde Vater von zwei Söhnen und zwei Töchtern und lebte mit seiner Frau Theresa Albert, genannt Maria, einer ehemaligen polnischen Zwangsarbeiterin, die er am 28. Februar 1947 heiratete, in Berlin-Grunewald. Eines seiner Kinder ist die Journalistin und Filmproduzentin Alice Brauner. Die Schauspielerin und Sängerin Sharon Brauner ist seine Nichte.

### Karriere als Filmproduzent
Nach seiner Ankunft in Deutschland beantragte Brauner eine Filmproduktions-Lizenz und gründete am 16. September 1946, unterstützt von Verwandten und Freunden, in Berlin die Central Cinema Compagnie (CCC-Film) und wurde Filmproduzent. 1949 baute er seine Studios auf dem Gelände der ehemaligen Pulverfabrik Spandau in Berlin-Haselhorst auf, in denen seit den ersten Dreharbeiten, im Februar 1950 für Maharadscha wider Willen, über 500 Filme, die Hälfte davon eigene Produktionen, entstanden. Viele von Brauners Filmen entstanden in dieser Zeit in Zusammenarbeit mit der Filmverleiherin und -produzentin Ilse Kubaschewski.

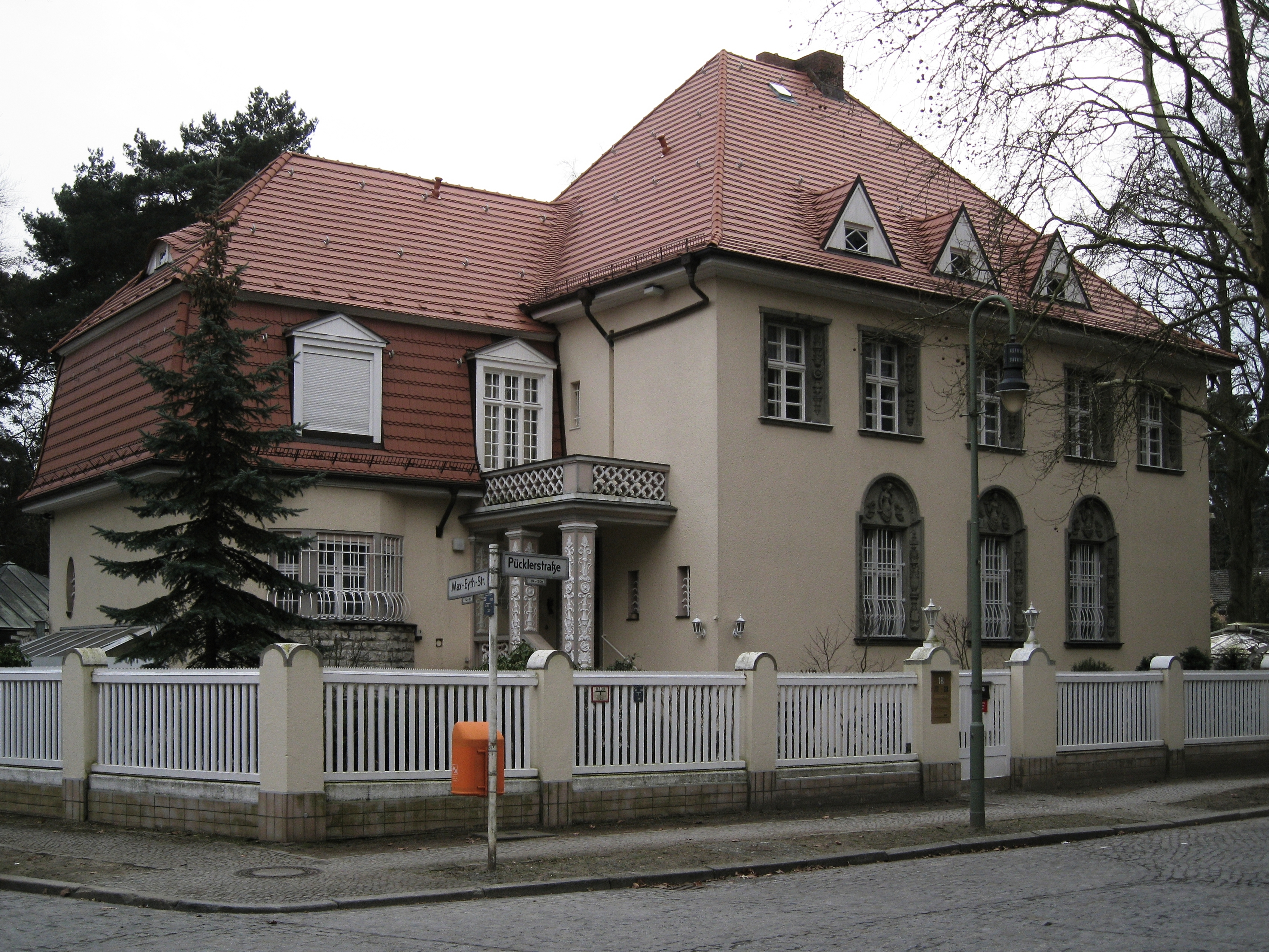
Brauners Unternehmens- und zeitweiliger Privatsitz der CCC-Film in der Pücklerstraße.

Noch während des Zweiten Weltkrieges hatte er sich einen Schwur geleistet: „Wenn ich überlebe, muss ich die Opfer lebendig machen.“ Von Anfang an engagierte Brauner sich im demokratischen Aufbau Deutschlands und versuchte, an die Verfolgung der Juden zu erinnern. 1961 setzte er 10.000 Mark Belohnung für „vertrauliche Informationen“ aus, die „dazu führen, dass der KZ-Arzt Josef Mengele ergriffen und vor ein ordentliches Gericht gestellt werden kann.“
Auch in seinen Filmen ging es ihm darum, die deutsche NS-Vergangenheit aufzuarbeiten. Sein erster Film hieß Sag die Wahrheit. Der autobiographische Film Morituri (1948), den er mit Unterstützung der sowjetischen Militärbehörden produzierte, wurde ein Misserfolg. Im Rahmen der weitgehenden Verdrängung der Nazizeit in der unmittelbaren Nachkriegszeit zeigte das deutsche Publikum mehrheitlich Desinteresse an dem Film, der sich mit dem Schicksal verfolgter Juden beschäftigte. Vielmehr wurden teils die Scheiben von Kinos, die diesen Film zeigten, eingeschlagen. Letztlich entschied man, den Film aus dem Programm zu nehmen. In den folgenden Jahren setzte Brauner deshalb mehr auf Unterhaltungsfilme, die dem Publikumsgeschmack entsprachen. Sein Konkurrent und ehemaliger Angestellter Horst Wendlandt sicherte sich die Verfilmungsrechte der Karl-May-Western-Stoffe und die Rechte an den Edgar-Wallace-Büchern vor Brauner, der sich in der Folge Rechte an Werken von Bryan Edgar Wallace, dem Sohn von Edgar Wallace, und den Karl-May-Büchern nach den Orientstoffen sicherte.
Nach eigener Aussage mischte Brauner sich in die Arbeit eines Regisseurs nicht ein. Nur wenn die täglichen Kopien Mängel aufgewiesen hätten, habe er sich eingemischt. Allerdings scheute sich Brauner nicht, notfalls den Regisseur mitten in den Dreharbeiten auszutauschen, wie beim Karl-May-Film Durchs wilde Kurdistan (1965) mit Franz Josef Gottlieb geschehen, der den Drehplan in Spanien völlig überzogen hatte. Brauners Vertragsverhandlungen mit Schauspielern und anderen Filmschaffenden waren berüchtigt. So verpflichtete er zum Beispiel den US-amerikanischen Schauspieler Lex Barker für einen Karl-May-Film (wieder: Durchs wilde Kurdistan) und drehte dann mit ihm gleich zwei Filme (auch die Fortsetzung Im Reiche des silbernen Löwen), wollte Barker aber nur für einen Film bezahlen. Barker verlangte daraufhin in einem Gerichtsprozess eine Nachzahlung von 100.000 Mark und gewann den Prozess.

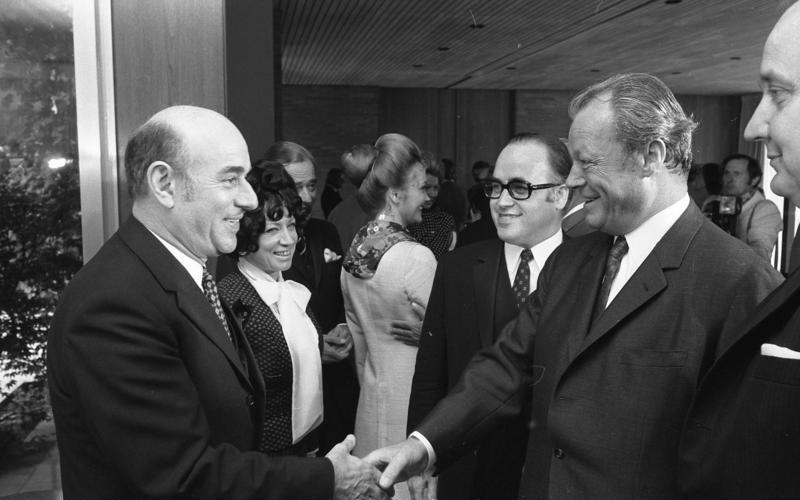
Artur Brauner (links) mit dem damaligen Bundeskanzler Willy Brandt, 1971

In den CCC-Studios drehten bekannte Schauspieler wie Romy Schneider in Mädchen in Uniform, oder O. W. Fischer in Menschen im Hotel, sowie Maria Schell, Sonja Ziemann und Gert Fröbe. Der 1955 nach der Vorlage von Gerhart Hauptmanns gleichnamigen Stück Die Ratten gedrehte Film erhielt 1961 den „Bambi“.
Das Mitte der 1960er Jahre in Deutschland einsetzende Kinosterben traf die CCC-Studios empfindlich. Die bearbeiteten Themen, die bisher dem Publikumsgeschmack entsprachen, waren immer weniger gefragt. Auch mit den Problemen von „Opas Kino“ und dem Aufkommen des Neuen deutschen Films geriet Brauners Filmproduktion in den 1970er-Jahren in erhebliche Schwierigkeiten. Eine neue Strategie, das Publikum wieder zu gewinnen, musste her. Brauner überwand diese Schwierigkeiten. Zugleich zeigte sich bei Brauner in dieser Zeit die Konzentration auf die Produktion von Filmen, die sich mit dem NS-Regime auseinandersetzten. In den Mittelpunkt rückte er dabei immer wieder Menschen, die als Juden den Verfolgungen der Nationalsozialisten ausgesetzt waren: Charlotte, Die weiße Rose, Zeugin aus der Hölle, Eine Liebe in Deutschland, Hitlerjunge Salomon. Letzterer Film wurde in den USA mit einem Golden Globe ausgezeichnet.
Artur Brauner verfolgte dabei eine besondere Geschäftsstrategie. Das Geld aus der Produktion und dem Verkauf von Unterhaltungsfilmen setzte er ein, um Filme, die Themen der Auseinandersetzung mit dem NS-Regime zum Gegenstand hatten, überhaupt herstellen zu können. Diese Themen lagen ihm, auch aufgrund seiner persönlichen Erfahrungen aus jenen Jahren, besonders am Herzen. Aber es war eher schwierig, damit Geld zu verdienen. Eine Schlüsselrolle nimmt hier der 1965 gedrehte Film Zeugin aus der Hölle ein. Regie führte Žika Mitrović. Gegenstand des Filmes ist es, die Auswirkungen des Holocaust auf die überlebenden Opfer zu zeigen.
Zu Brauners Freunden und Besuchern seines Hauses gehörten unter anderem Kirk Douglas, Romy Schneider sowie Helmut Kohl. Für seinen Freund Helmut Kohl spendete Artur Brauner 1999 im Kontext der CDU-Spendenaffäre 50 000 DM.
Brauner eröffnete 1999 in Berlin das 4-Sterne-Hotel Hollywood Media Hotel Berlin am Kurfürstendamm. Außerdem gehörte ihm das Holiday Inn Berlin Mitte in Gesundbrunnen. Im Jahr 2004 geriet Brauners Immobilienfirma vorübergehend in finanzielle Schwierigkeiten, da die krisengebeutelte Cinemaxx-Gruppe Mietzahlungen hinausgezögert hatte. Laut verschiedener Berichte aus dem Jahr 2018 verlangte der Fiskus von Brauner Schuldenzahlungen in Höhe von rund 73 Millionen Euro.
Brauner produzierte etwa 500 Filme, viele davon für Fernsehanstalten. Er erhielt zwei Golden Globes, einen Oscar als Coproduzent und 2003 bei den Filmfestspielen Berlin Die Berlinale Kamera für sein Lebenswerk.

### Privatleben und öffentliches Engagement
Im Jahr 1991 wurde die Artur-Brauner-Stiftung gegründet: Zweck ist die Förderung der Verständigung zwischen Juden und Christen sowie der Toleranz zwischen Menschen unterschiedlicher Religionen, Kulturkreise, Hautfarben und gesellschaftlicher oder ethnischer Herkunft. Sie unterstützt Filmproduzenten, die sich diesen Themen widmen, durch jährliche Vergabe des Artur-Brauner-Filmpreises in Höhe von 25.000 Euro.
Im August 2007 wurde Artur Brauner in Berlin, auf Vorschlag von Friedrich Wilhelm Prinz von Preußen, zum ordentlichen Ehrenmitglied der Europäischen Kulturwerkstatt (EKW) Berlin-Wien ernannt.

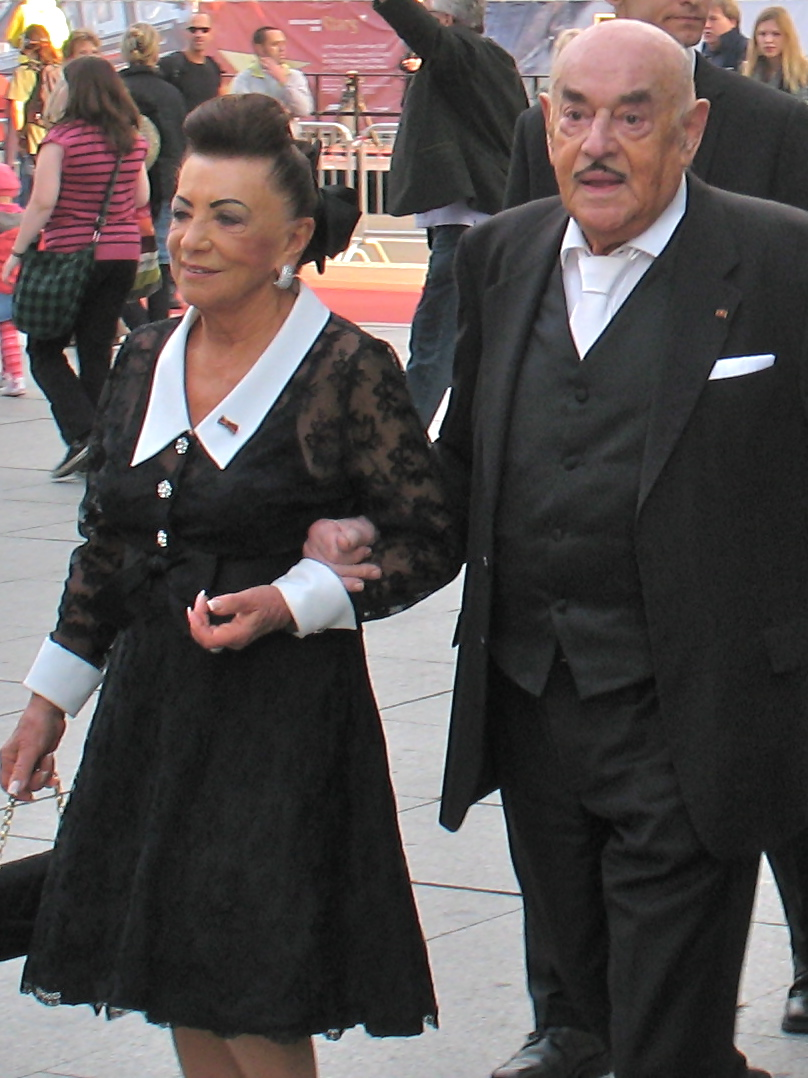
Maria und Artur Brauner, 2010

Yad Vashem ehrt Brauner seit 2009, indem 21 seiner Produktionen, die einen Bezug zur Schoah aufweisen, ständig in der Gedenkstätte gezeigt werden, beispielsweise Charlotte, Die weiße Rose, Der 20. Juli oder Mensch und Bestie. Der so Geehrte bezeichnete diese Vorführungen als „Krönung meines Filmschaffens“. Im März 2010 wurde dort eine eigene Mediathek für seine Filme eingerichtet.
Im August 2017 starb seine Ehefrau Maria, mit der er seit 1946 verheiratet gewesen war, mit 92 Jahren. Sie war für ihr soziales Engagement in Berlin bekannt. In über 60 Jahren kümmerte sie sich um die Jüdische Gemeinde Berlin, insbesondere die jüdischen Senioren; sie war Patientenfürsprecherin im Jüdischen Krankenhaus.
Artur Brauner starb nach einem Schwächeanfall im Juli 2019 im Alter von 100 Jahren in Berlin. Seine letzte Ruhestätte fand er auf dem Jüdischen Friedhof Heerstraße in der Ehrenreihe.

## Filmografie
- 1946: Sag’ die Wahrheit (nur Mitfinanzierung)
- 1947: Herzkönig
- 1948: Morituri
- 1949: Mädchen hinter Gittern
- 1949: Man spielt nicht mit der Liebe
- 1950: Fünf unter Verdacht
- 1950: Maharadscha wider Willen
- 1950: Epilog – Das Geheimnis der Orplid
- 1951: Unschuld in tausend Nöten
- 1951: Sündige Grenze
- 1951: Schwarze Augen
- 1952: Der keusche Lebemann
- 1952: Man lebt nur einmal
- 1952: Die Spur führt nach Berlin
- 1953: Der Onkel aus Amerika
- 1953: Hollandmädel
- 1953: Die Kaiserin von China
- 1953: Die Privatsekretärin
- 1954: Der Raub der Sabinerinnen
- 1954: Meine Schwester und ich
- 1954: Große Star-Parade
- 1954: Der Zarewitsch
- 1954: Roman eines Frauenarztes
- 1955: Liebe ohne Illusion
- 1955: Stern von Rio
- 1955: Der 20. Juli
- 1955: Die Ratten
- 1955: Der Hauptmann und sein Held
- 1955: Hotel Adlon
- 1955: Die Helden sind müde
- 1955: Du mein stilles Tal
- 1955: Liebe, Tanz und 1000 Schlager
- 1956: Teufel in Seide
- 1956: Studentin Helene Willfüer
- 1956: Das Bad auf der Tenne
- 1956: Frucht ohne Liebe
- 1956: Du bist Musik
- 1956: Der erste Frühlingstag
- 1956: Vor Sonnenuntergang
- 1956: Mein Vater, der Schauspieler
- 1956: Liebe
- 1956: Die Halbstarken
- 1956: Anastasia, die letzte Zarentochter
- 1956: Musikparade
- 1956: Die große Sünde (Suprema confessione)
- 1956: Ein Mann muß nicht immer schön sein
- 1956: Die schöne Meisterin
- 1956: Das alte Försterhaus
- 1957: Wie ein Sturmwind
- 1957: Die Unschuld vom Lande
- 1957: Die Letzten werden die Ersten sein
- 1957: Kindermädchen für Papa gesucht
- 1957: Siebenmal in der Woche
- 1957: Einmal eine große Dame sein
- 1957: Das einfache Mädchen
- 1957: Auf Wiedersehen, Franziska!
- 1957: Liebe, Jazz und Übermut
- 1957: Die Frühreifen
- 1957: … und führe uns nicht in Versuchung
- 1957: Der Graf von Luxemburg
- 1957: Wenn Frauen schwindeln
- 1958: Italienreise – Liebe inbegriffen
- 1958: Und abends in die Scala
- 1958: Heimweh, Stacheldraht und gute Kameraden (Gli italiani sono matti)
- 1958: Gestehen Sie, Dr. Corda!
- 1958: Es geschah am hellichten Tag
- 1958: Münchhausen in Afrika
- 1958: Mädchen in Uniform
- 1958: Tom Dooley – Held der grünen Hölle (Tumulto de Paixoes)
- 1958: Petersburger Nächte
- 1958: Der Czardas-König
- 1958: Der Mann im Strom
- 1958: Ihr 106. Geburtstag
- 1958: Der achte Wochentag (Ósmy dzień tygodnia)
- 1958: Der Stern von Santa Clara
- 1958: Wehe, wenn sie losgelassen
- 1958: Das verbotene Paradies
- 1958: Ohne Mutter geht es nicht
- 1958: Polikuschka
- 1958: Kleine Leute mal ganz groß
- 1958: Scala – total verrückt
- 1959: Hier bin ich – hier bleib ich
- 1959: Der Tiger von Eschnapur
- 1959: Was eine Frau im Frühling träumt
- 1959: Das indische Grabmal
- 1959: Aus dem Tagebuch eines Frauenarztes
- 1959: Zurück aus dem Weltall
- 1959: Lockvogel der Nacht
- 1959: Peter schießt den Vogel ab
- 1959: Und das am Montagmorgen
- 1959: La Paloma
- 1959: Ein Engel auf Erden (Mademoiselle Ange)
- 1959: Melodie und Rhythmus
- 1959: Menschen im Hotel
- 1959: Das blaue Meer und Du
- 1959: Du bist wunderbar
- 1959: Geheimaktion Schwarze Kapelle
- 1959: Abschied von den Wolken
- 1959: Am Tag, als der Regen kam
- 1959: Marili
- 1959: Alt Heidelberg
- 1960: Kein Engel ist so rein
- 1960: Liebling der Götter
- 1960: Herrin der Welt (2 Teile)
- 1960: Marina
- 1960: Scheidungsgrund: Liebe
- 1960: Die 1000 Augen des Dr. Mabuse
- 1960: Stefanie in Rio
- 1960: Der brave Soldat Schwejk
- 1960: Bis dass das Geld Euch scheidet…
- 1960: Liebesnächte in Rom (Un amore a Roma)
- 1960: Wir wollen niemals auseinandergehn
- 1960: Sabine und die 100 Männer
- 1960: O sole mio
- 1961: Und sowas nennt sich Leben
- 1961: Lebensborn
- 1961: An einem Freitag um halb zwölf…
- 1961: Zu jung für die Liebe?
- 1961: Die Ehe des Herrn Mississippi
- 1961: Das Riesenrad
- 1961: Immer Ärger mit dem Bett
- 1961: Die Schatten werden länger
- 1961: Via Mala
- 1961: Adieu, Lebewohl, Goodbye
- 1961: Robert und Bertram
- 1961: Unter Ausschluß der Öffentlichkeit
- 1961: Im Stahlnetz des Dr. Mabuse
- 1961: Es muß nicht immer Kaviar sein
- 1961: Diesmal muß es Kaviar sein
- 1961: Auf Wiedersehen
- 1961: Ramona
- 1961: Solunski atentatori
- 1962: Café Oriental
- 1962: Das Geheimnis der schwarzen Koffer
- 1962: Die unsichtbaren Krallen des Dr. Mabuse
- 1962: Frauenarzt Dr. Sibelius
- 1962: Das Testament des Dr. Mabuse
- 1962: Axel Munthe – Der Arzt von San Michele
- 1962: Ein Toter sucht seinen Mörder (The Brain)
- 1962: Sherlock Holmes und das Halsband des Todes
- 1963: Endstation 13 Sahara (Station Six-Sahara)
- 1963: Der Fluch der gelben Schlange
- 1963: Frühstück im Doppelbett
- 1963: Der Fall Rohrbach (Fernsehdreiteiler)
- 1963: Verführung am Meer
- 1963: Der Würger von Schloss Blackmoor
- 1963: Mensch und Bestie
- 1963: Scotland Yard jagt Dr. Mabuse
- 1963: Der Henker von London
- 1964: Das Phantom von Soho
- 1964: Old Shatterhand
- 1964: Ein Frauenarzt klagt an
- 1964: Das Ungeheuer von London-City
- 1964: Der Schut
- 1964: Freddy und das Lied der Prärie
- 1964: Die Todesstrahlen des Dr. Mabuse
- 1964: Fanny Hill
- 1964: Das siebente Opfer
- 1964: Der Fall X 701 (Frozen Alive)
- 1965: Der Schatz der Azteken
- 1965: Dschingis Khan
- 1965: Die Pyramide des Sonnengottes
- 1965: Die Hölle von Manitoba
- 1965: Mädchen hinter Gittern
- 1965: Durchs wilde Kurdistan
- 1965: Im Reiche des silbernen Löwen
- 1966: Zeugin aus der Hölle
- 1966: Einer spielt falsch (Trunk to Cairo)
- 1966: Wer kennt Johnny R.?
- 1966: Angeklagt nach § 218 (Der Arzt stellt fest…)
- 1966: Lange Beine – lange Finger
- 1966: Die Hölle von Macao
- 1966: Die Nibelungen, 1. Teil: Siegfried von Xanten
- 1967: Die Nibelungen, 2. Teil: Kriemhilds Rache
- 1967: Lucky M. füllt alle Särge
- 1967: Geheimnisse in goldenen Nylons (Deux billets pour Mexico)
- 1967: Das kleine Teehaus (Fernsehfilm)
- 1967: Herrliche Zeiten im Spessart
- 1967: Rheinsberg
- 1968: Heißer Sand auf Sylt
- 1968: Straßenbekanntschaften auf St. Pauli
- 1968: Tevje und seine sieben Töchter
- 1968: Erotik auf der Schulbank
- 1968: Shalako
- 1968: Der Tyrann (Columna)
- 1968: Himmelfahrtskommando El Alamein (Commandos)
- 1968: Winnetou und Shatterhand im Tal der Toten
- 1968: Kampf um Rom – 1. Teil
- 1968: Astragal
- 1969: Kampf um Rom – 2. Teil – Der Verrat
- 1969: Schreie in der Nacht (Contronatura)
- 1969: Josefine, das liebestolle Kätzchen
- 1969: Die Hochzeitsreise
- 1969: Das ausschweifende Leben des Marquis de Sade (De Sade)
- 1969: Liebesvögel (Lovebirds)
- 1970: Das Geheimnis der schwarzen Handschuhe (L'uccello dalle piume di cristallo)
- 1970: Ostwind (Le Vent d'est)
- 1970: Das Grauen kam aus dem Nebel (La morte risale a ieri sera)
- 1970: Der Kurier des Zaren (Strogoff)
- 1970: Der Garten der Finzi Contini (Il giardino dei Finzi Contini)
- 1971: Der Teufel kam aus Akasava
- 1971: Black Beauty
- 1971: Vampyros Lesbos – Erbin des Dracula
- 1971: X 312 – Flug zur Hölle
- 1971: Sie tötete in Ekstase
- 1972: Zum zweiten Frühstück: Heiße Liebe
- 1972: Jungfrauen-Report
- 1972: Gelobt sei, was hart macht
- 1972: Das Geheimnis des gelben Grabes (L'etrusco uccide ancora)
- 1972: Hochzeitsnacht-Report
- 1972: Der Todesrächer von Soho
- 1972: Lilli – die Braut der Kompanie
- 1972: Robinson und seine wilden Sklavinnen
- 1972: Die Schatzinsel (Treasure Island)
- 1972: Ruf der Wildnis (The Call of the Wild)
- 1972: Dr. M schlägt zu
- 1973: Der erste Kreis (Den foerste kreds)
- 1974: Sie sind frei, Dr. Korczak
- 1975: Zwei Teufelskerle auf dem Weg ins Kloster
- 1976: Die verrückten Reichen (Folies bourgeoises)
- 1976: Nea – Ein Mädchen entdeckt die Liebe
- 1976: Zerschossene Träume
- 1976: Ein Priester, ein Panzer und ein Haufen müder Landser (Le Jour de gloire)
- 1977: Es muß nicht immer Kaviar sein (Fernsehserie)
- 1978: Leidenschaftliche Blümchen
- 1978: Orgie des Todes (Enigma rosso)
- 1979: Die Totenschmecker
- 1980: Kreuzberger Liebesnächte
- 1980: Heiße Kartoffeln
- 1980: Der Mann, der Venedig hieß (Poliziotto solitudine e rabbia)
- 1980: Charlotte
- 1981: Nach Mitternacht
- 1981: Die Pinups und ein heißer Typ
- 1982: Die Spaziergängerin von Sans-Souci
- 1982: Die weiße Rose
- 1983: S.A.S. Malko – Im Auftrag des Pentagon
- 1983: Plem, Plem – Die Schule brennt
- 1983: Eine Liebe in Deutschland
- 1984: Annas Mutter
- 1984: Blutiger Schnee (Wedle wyroków twoich…)
- 1985: Bittere Ernte
- 1985: Gefahr für die Liebe – AIDS
- 1987: Der Stein des Todes
- 1988: Hanussen
- 1989: Der Rosengarten
- 1990: Hitlerjunge Salomon
- 1991: Izgoy
- 1992: Der Daunenträger
- 1992: Le mirage
- 1993: Greshnitsa v maske
- 1995: Russisch Roulett – Moskau 95
- 1995: Luise knackt den Jackpot
- 1996: Von Hölle zu Hölle
- 1996: Die Kinder des Kapitän Grant
- 2000: Weihnachten für einen Engel
- 2000: Apokalypse 99 – Anatomie eines Amokläufers
- 2002: Der Teufel der sich Gott nannte
- 2003: Babij Jar – Das vergessene Verbrechen
- 2006: Der letzte Zug
- 2011: Wunderkinder

## Auszeichnungen
- 1961: Bambi für Die Ratten

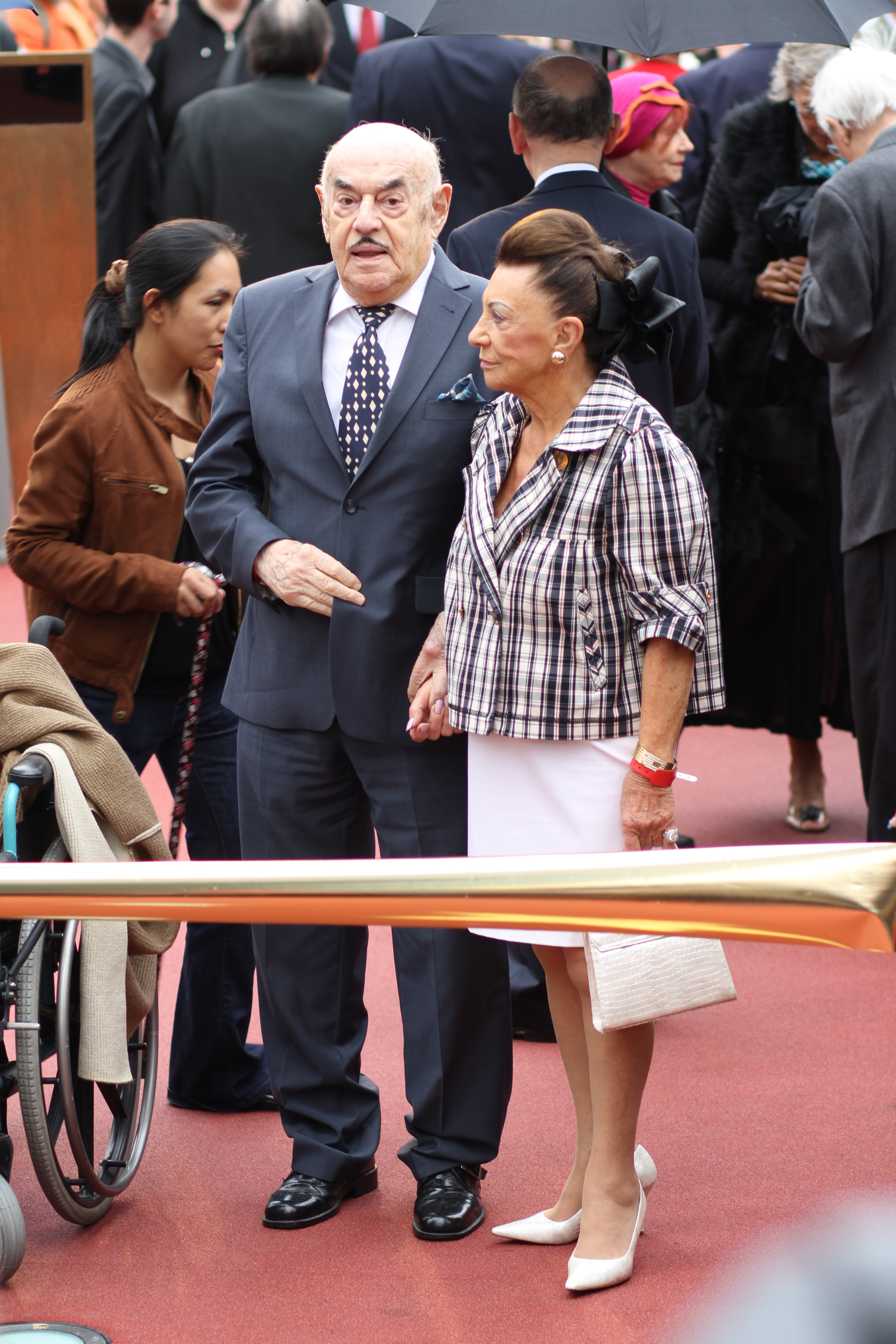
Brauner beim Besuch seines Sterns auf dem Boulevard der Stars, 2011

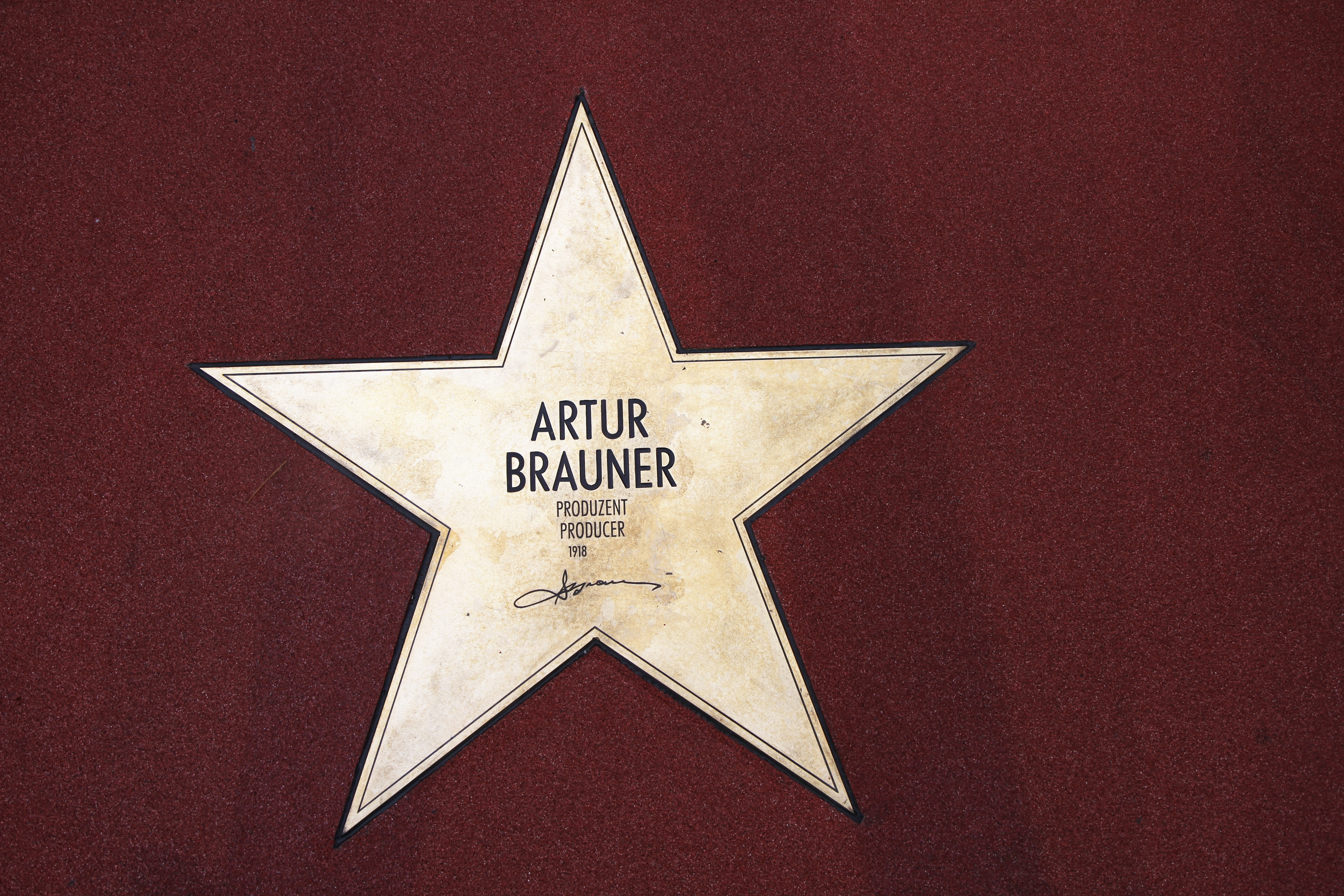
Stern für Artur Brauner auf dem Boulevard der Stars in Berlin-Tiergarten

- 1963: Zürcher Filmpreis für Die Ehe des Herrn Mississippi
- 1965: Goldene Leinwand für Old Shatterhand
- 1965: Goldene Leinwand für Der Schut
- 1967: Goldene Leinwand für Die Nibelungen
- 1970: Goldener Bär für Der Garten der Finzi Contini
- 1972: Oscar (Bester fremdsprachiger Film) für Der Garten der Finzi Contini
- 1983: IFF Gijón: 3. Preis für Nach Mitternacht
- 1983: Deutscher Filmpreis: Filmband in Silber für Die weiße Rose
- 1985: Oscar-Nominierung für Bittere Ernte
- 1990: Deutscher Filmpreis: Filmband in Gold für langjähriges und hervorragendes Wirken im deutschen Film
- 1992: Golden Globe für Hitlerjunge Salomon
- 1993: Bundesverdienstkreuz I. Klasse
- 1996: DIVA-Award (gemeinsam mit Franz Seitz)
- 1996: Scharlih-Preis
- 2000: Goldene Kamera
- 2002: Deutscher Kritikerpreis (Ehrenpreis)
- 2007: Ehrenmitglied der Europäischen Kulturwerkstatt (EKW) Berlin-Wien
- 2008: Askania Award / Berlinale-Uhr für sein Lebenswerk
- 2010: Stern auf dem Boulevard der Stars in Berlin
- 2017: ONE-FUTURE-Ehrenpreis der Interfilm-Akademie[26]
- 2017: Marler Medienpreis Menschenrechte, Ehrenpreis für sein Lebenswerk[27]
- 2018: Carl Laemmle Ehrenpreis[28]

## Nachrufe (eine Auswahl)
- Peter Luley in Spiegel Online, 7. Juli 2019: Zum Tod von Artur Brauner – Ein filmreifes Leben. Mit Karl-May-Western und Romy-Schneider-Dramen prägte der Produzent Artur Brauner die westdeutsche Nachkriegsunterhaltung. Am wichtigsten blieb dem Holocaust-Überlebenden aber immer die cineastische Aufarbeitung der Nazi-Zeit.
- Friedemann Beyer, Die Welt Kompakt, 8. Juli 2019: Der Traumfabrikant. Sein Lebensthema war der Holocaust, dem er sich mit „Hitlerjunge Salomon“ näherte. Mit dem Tod des Filmproduzenten Artur Brauner endet ein Kapitel der westdeutschen Kulturgeschichte.
- Judith Kessler, Jüdische Allgemeine, 11. Juli 2019: Der letzte seiner Art. Zum Tod des legendären Filmproduzenten, Oscarpreisträgers und Zeitzeugen.
- Ulrich Gutmair, Tageszeitung, 8. Juli 2019: Artur Brauner ist gestorben. Er gab den Opfern Gesichter. Artur Brauner produzierte über 300 Filme, doch am Herzen lagen ihm die, die das Leid der Juden behandelten. Im Alter von 100 Jahren ist er gestorben.

## Filmdokumentationen
- Ein Leben für die Traumfabrik. Porträt des Filmproduzenten Artur Brauner. Dokumentation von Michael Strauven, Deutschland 1998, NDR, 90 Min.
- Ihn gibt’s nur einmal – Artur Brauner. Dokumentarfilm von Wolfgang Dresler, Deutschland 1994, Deutsche Welle, 35 Minuten.
- Rosas Welt. Kurzfilm-Portrait über die Familie Brauner von Rosa von Praunheim in dem Film, der aus 70 Kurzfilmen besteht. 2012.
- Der Unerschrockene: Der Berliner Filmproduzent Artur Brauner. TV-Dokumentarfilm von Kathrin Anderson und Oliver Schwehm, Deutschland 2018, 59 Minuten; Erstsendung am 1. August 2018 auf arte.